# Gary Becker

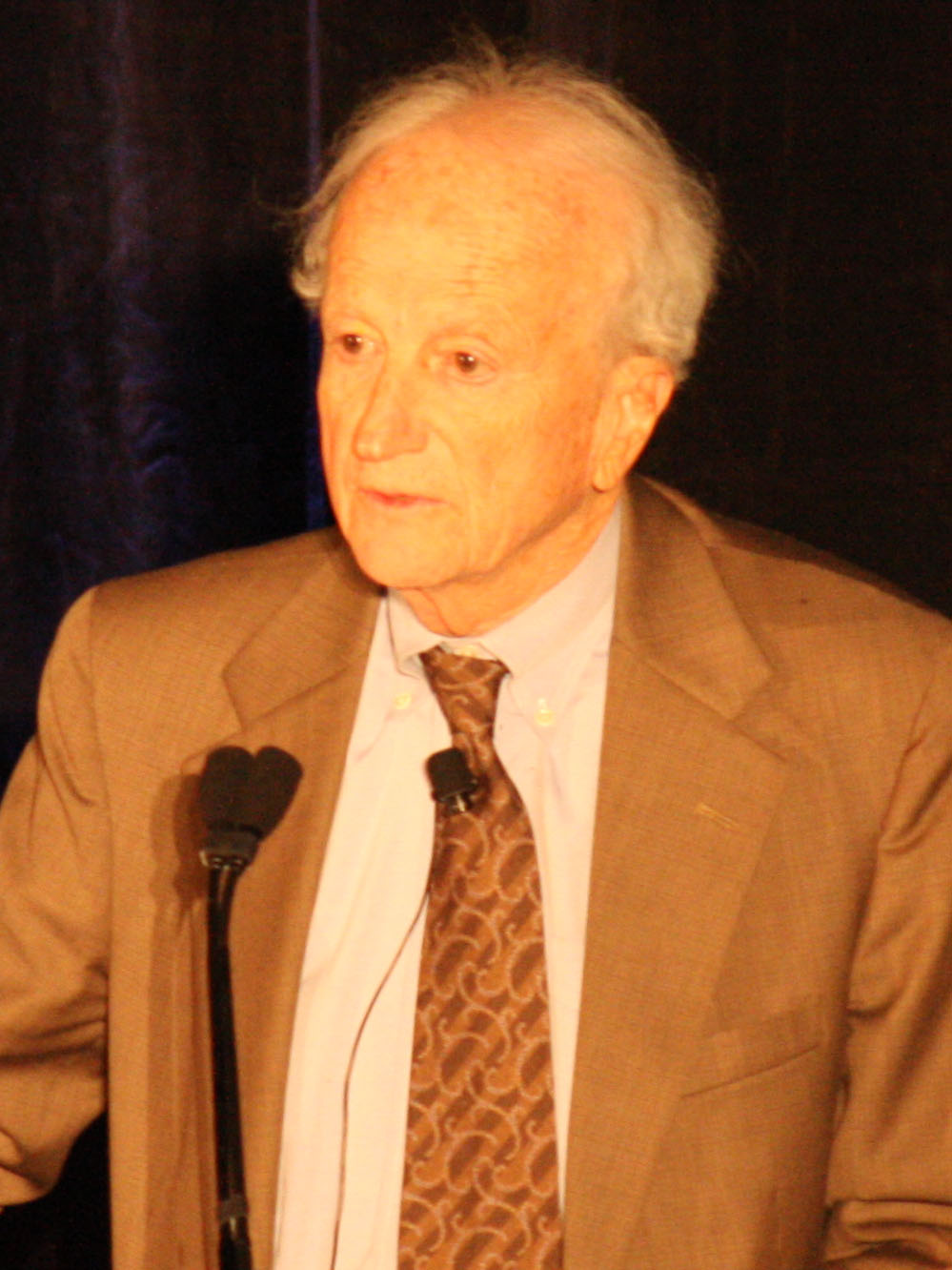
Gary Becker, 2008

Gary Stanley Becker (* 2. Dezember 1930 in Pottsville, Pennsylvania; † 3. Mai 2014 in Chicago, Illinois) war ein US-amerikanischer Ökonom und Soziologe. Er erhielt 1992 den Alfred-Nobel-Gedächtnispreis für Wirtschaftswissenschaften „für seine Ausdehnung der mikroökonomischen Theorie auf einen weiten Bereich menschlichen Verhaltens und menschlicher Zusammenarbeit“.

## Leben
Als Gary vier oder fünf Jahre alt war, zog die jüdische Familie Becker von Pottsville nach Brooklyn, New York. Mit 16 Jahren entdeckte Gary sein Interesse für die Mathematik. Da er seinem Vater stets die neuesten Wirtschaftsnachrichten vorlesen musste, kam er zu Wissen, von dem er gelangweilt war.
An der Princeton University belegte er eher zufällig einen Kurs in Ökonomie und war begeistert, vor allem von den mathematischen Zusammenhängen. Bald aber empfand er, dass die mathematischen Gleichungen die Probleme der Gesellschaft nicht wirklich darstellen oder gar zu lösen vermochten.
Becker schloss in Princeton 1951 mit einem B.A. ab und wechselte an die University of Chicago. Dort traf er 1951 in einem Mikroökonomiekurs zum ersten Mal Milton Friedman. Dieser erneuerte sein Interesse für die Volkswirtschaftslehre und prägte nach seiner eigenen Aussage seine weitere Laufbahn. Im Jahre 1955 erwarb er den Doktorgrad an der University of Chicago und unterrichtete von 1957 bis 1968 an der Columbia University. Danach kehrte er an die University of Chicago zurück, an der er Preistheorie unterrichtete. An der University of Chicago war Becker University Professor (eine selten verliehene Auszeichnung) für Ökonomie und Soziologie.
Im Jahr 1987 stand Becker der American Economic Association als gewählter Präsident vor.
Becker hat zwei Schwestern und einen Bruder. Im Jahre 1954 heiratete er seine erste Frau Doria Slote, die 1970 starb. Das Paar hat zwei Töchter. 1980 heiratete er seine zweite Frau Guity Nashat.
Im Mai 2014 starb Becker im Alter von 83 Jahren in Chicago.

## Werk
Becker war einer der ersten Ökonomen, der die Wirtschaftswissenschaft auf Gebiete ausdehnte, die traditionell eher zur Soziologie gehörten, wie z. B. Rassendiskriminierung, Kriminalität, Organisation der Familie und Drogenabhängigkeit. Er ist für seine Argumentation bekannt, dass viele Formen des menschlichen Verhaltens als rational und Ergebnis von Nutzenmaximierung verstanden werden können. Gleichzeitig unterstreicht Becker in seiner Forschung die Bedeutung von zwischenmenschlichen altruistischen Verbindungen.
In den 1960er und 1970er Jahren hat er, zusammen mit Autoren wie Theodore William Schultz und Jacob Mincer, das Konzept des Humankapitals in die Wissenschaft wiedereingeführt. Humankapital ist ein „individuell angelegter Kapitalstock an Fertigkeiten, an Wissen und Gesundheit“, dessen Pflege jedem Einzelnen aufgetragen ist. Öffentliche Bildungsangebote sollen mit privaten Anstrengungen kombiniert werden, um dem Arbeitsmarkt die optimalen Kernkompetenzen zur Verfügung zu stellen, die employability zu fördern. Besonders die OECD machte sich diese Theorie zu eigen. Das bedeutete eine breite Ausweitung der allgemeinen Schul- und Hochschulbildung (Tertiärer Sektor) zur Vermittlung von Schlüsselkompetenzen, Abschaffung strikter und enger Berufsbilder, lebenslanges Lernen. Interessante Berufe wurden der Informatiker, der Finanzexperte, der Controller. Demgegenüber würden die einfachen und mittleren Tätigkeiten an Bedeutung verlieren. Besonders Frankreich und Großbritannien, verzögert die Bundesrepublik folgten dem Modell in den 1970er Jahren.
In seinem Buch The Economics of Discrimination stellte Becker ein Modell mit einer Erklärung vor, wie eine individuell bei Arbeitgebern, Kollegen oder Kunden vorhandene Diskriminierungsneigung (von ihm taste for discrimination genannt) zu einer Ungleichbehandlung am Arbeitsmarkt und zur Entstehung bzw. Aufrechterhaltung eines gender wage gap führen kann.
Becker wies in seinen Arbeiten auf den ökonomischen Nutzen von Kindern für ihre Eltern hin. Von Becker stammt auch das Rotten-Kid-Theorem. Seine Theorien spielen auch zur Erklärung von Geburtenraten in der Demographie eine Rolle.
Das Nobelpreiskomitee hat Beckers Werk in vier Gebiete klassifiziert:
- Humankapitalinvestment
- Verhalten der Menschen bei gemeinschaftlicher Haushaltsführung, insbesondere Aufteilung der Arbeit und Zeitallokation innerhalb der Familie
- Kriminalität und Bestrafung
- Diskriminierung in Arbeits- und Gütermärkten.

Beckers methodischer Ansatz wurde in verschiedensten wissenschaftlichen Disziplinen rezipiert; aus diesem Grund bezeichnete der Ökonom Justin Wolfers ihn in einem Nachruf für die New York Times als „den wichtigsten Sozialwissenschafter der letzten fünfzig Jahre“ und „kreativsten Ökonomen in der Geschichte dieser Wissenschaft“.

## Sonstiges
Becker bekam 1967 die John Bates Clark Medal verliehen und war Mitglied der Mont Pelerin Society. 1972 wurde er in die American Academy of Arts and Sciences gewählt, 1975 in die National Academy of Sciences und 1986 in die American Philosophical Society. In den 1980er Jahren wurde Becker als Professor in das Department of Sociology kooptiert. Die Initiative dazu ging von James S. Coleman aus, mit dem Becker bis zu Colemans Tod ein gemeinsames Seminar über Rational-Choice Theorie abhielt. Von 1985 bis 2004 schrieb der sich als im klassischen Sinne liberal bezeichnende Becker, im Wechsel mit dem eher linksliberalen Ökonomen Alan Blinder von der Princeton University, eine monatliche Kolumne in der Business Week. Im Dezember 2004 begann er einen gemeinsamen Weblog mit dem Richter Richard Posner.
2007 verlieh ihm George W. Bush die Presidential Medal of Freedom, neben der Congressional Gold Medal die höchste zivile Auszeichnung der Vereinigten Staaten.

## Werke
- Human Capital: A Theoretical and Empirical Analysis, with Special Reference to Education (1964)
- Crime and Punishment: An Economic Approach (1968), Journal of Political Economy, 76 (2), S. 169–217.
- The Economics of Discrimination. (1957, 2. Aufl. 1971)
- The Economic Approach to Human Behavior, Chicago University Press, Chicago 1976, ISBN 0-226-04111-5.
  - deutsch: Der ökonomische Ansatz zur Erklärung menschlichen Verhaltens, 2. Auflage. Mohr, Tübingen, ISBN 3-16-146046-4.
- A Treatise on the Family (1981)
- The Economics of Life (1996)
  - (deutsch) Die Ökonomik des Alltags, Stuttgart 1998, ISBN 978-3-8252-2049-5
- Familie, Gesellschaft und Politik – die ökonomische Perspektive (1996), ISBN 3-16-146361-7
- Social Economics: Market Behavior in a Social Environment (2001)

## Belege
1. ↑  Gary Becker, Economics Nobel Laureate, Dies at 83 (Memento vom 5. Mai 2014 im Internet Archive)
2. ↑  Past and Present Officers. aeaweb.org (American Economic Association), abgerufen am 27. Oktober 2015 (englisch).
3. ↑  Manfred Becker: Personalentwicklung, 5. Auflage, Schäfer-Pöschel Verlag 2009, S. 38
4. ↑  Lutz Raphael: Jenseits von Kohle und Stahl. Berlin 2018, ISBN 978-3-7425-0474-6, S. 255–260.
5. ↑  Justin Wolfers: How Gary Becker Transformed the Social Sciences The New York Times, 5. Mai 2014
6. ↑  Richard Swedberg, Economics and Sociology, Princeton 1990, Princeton University Press, S. 34–35, S. 47.
7. ↑   Archivlink (Memento vom 21. Mai 2008 im Internet Archive)

| Personendaten    | Personendaten                                 |
| ---------------- | --------------------------------------------- |
| NAME             | Becker, Gary                                  |
| ALTERNATIVNAMEN  | Becker, Gary Stanley                          |
| KURZBESCHREIBUNG | US-amerikanischer Ökonom und Nobelpreisträger |
| GEBURTSDATUM     | 2. Dezember 1930                              |
| GEBURTSORT       | Pottsville, Pennsylvania                      |
| STERBEDATUM      | 3. Mai 2014                                   |
| STERBEORT        | Chicago, Illinois                             |